# Malouinière de la Rivière
Le malouinière de la Rivière est un édifice de la commune de Saint-Malo, dans le département d’Ille-et-Vilaine en région Bretagne. C'est une propriété privée qui ne se visite pas.

## Localisation
Elle se trouve tout au nord du département et à l'est du bourg de Saint-Malo, au lieu-dit : Le Routhan, sur l'ancienne commune de Paramé.

## Historique
Le malouinière date de 1730.
Elle a appartenu jusqu'au début du  XXe siècle aux descendants de François Potier de la Houssaye, négociant malouin, cousin de Surcouf par sa mère. Le peintre Gustan Le Sénéchal de Kerdréoret y a habité et peint.
L'ensemble du domaine est inscrit à l'inventaire supplémentaire  des monuments historiques depuis le 13 juillet 2000.

## Architecture
Le logis est une élévation à trois travées, séparées par des oeils-de-boeufs ovales, sur deux niveaux, ouverts sur la façade sur cour. Toits pentus et cheminées épaulées, les linteaux des fenêtres forment larmiers.
Dans le hall d'entrée se trouve l'escalier, et l'accès aux pièces d'apparat dont la salle à manger qui a conservé ses lambris d'origine, flanquée d'une part d'un grand salon et de l'autre de la cuisine avec son trèhory.
Des modifications furent apportées dans les années 1820-1830.